# Dur-Šarrukin

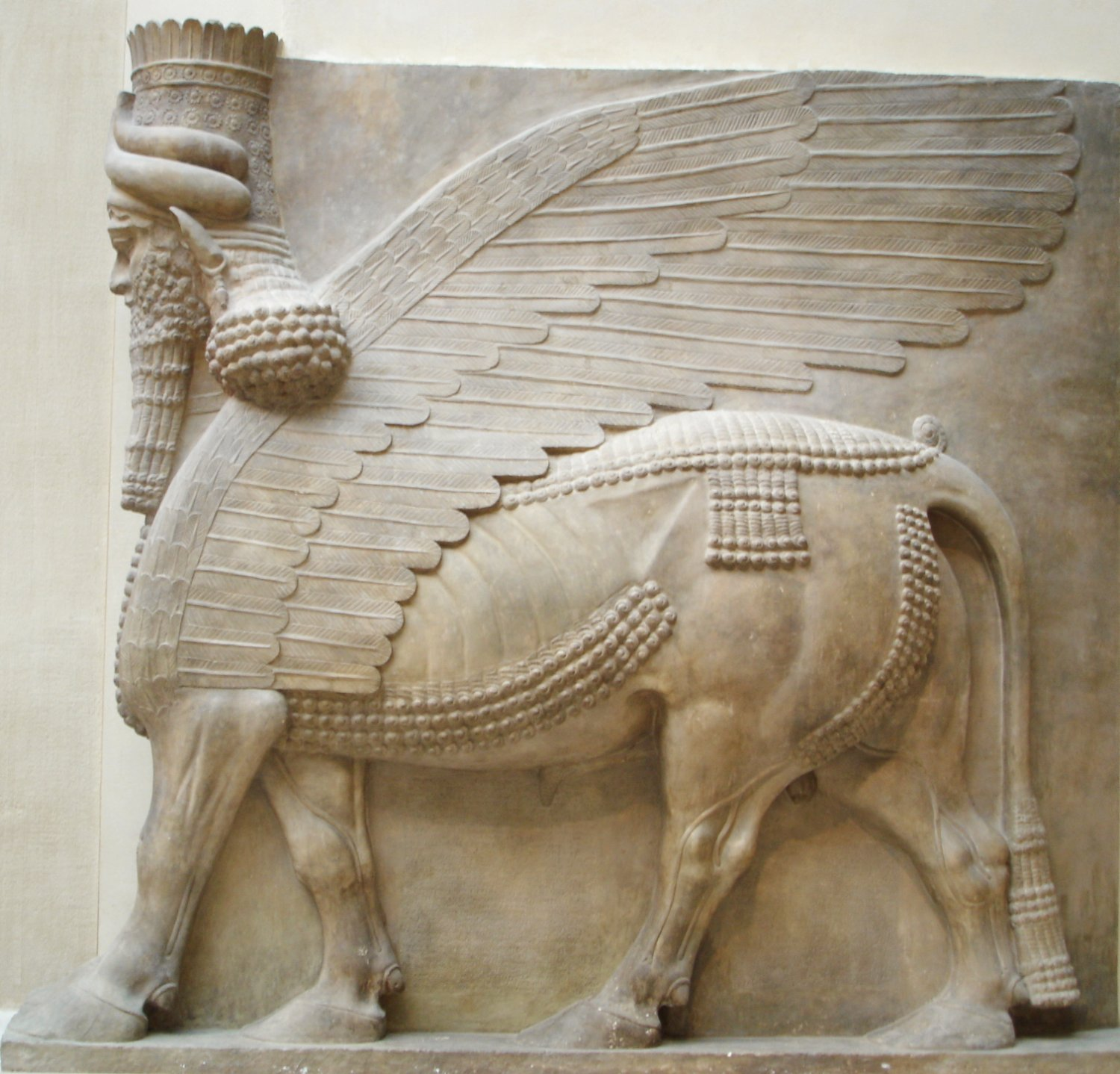
Un lamassu trovato durante gli scavi presso Khorsabad, circa 713-714 a.C., Museo del Louvre

Dur-Šarrukin ('fortezza di Sargon'), l'odierna Khorsabad (دور شروكين in arabo), circa 20 km a nord-est di Mosul (l'antica Ninive) in Iraq, fu la capitale dell'Impero neo-assiro al tempo di Sargon II che la fondò. La città fu edificata nell'inospitale e quindi più facilmente difendibile regione a nord di Ninive, tra il 717 a.C. e il 706 a.C. ed abbandonata nel 705 a.C. a seguito della morte di Sargon II.

Le mura di Dur-Šarrukin, oggi quasi del tutto scomparse, racchiudevano un'area di circa 300 ettari, di cui 10 occupati dal palazzo reale.

## La costruzione
Nel 713 a.C. Sargon II ordinò la costruzione di una nuova città 20 km a nord di Ninive, alla confluenza di Tigri e Grande Zab, ai piedi del Gebel Musri. La terra fu comprata e la città costruita con l'aiuto delle genti straniere sottomesse. L'inaugurazione della città si tenne nel 706 a.C. con l'introduzione dei simulacri divini di Assur e Ishtar. La terra alla periferia della città venne resa terreno agricolo, e boschetti di olivi furono piantati per aumentare la scarsa produzione assira di olio.

## La città
La città era a forma rettangolare e misurava 1760 per 1635 metri. L'area inclusa era di circa 3 chilometri quadrati (700 acri). La lunghezza delle massicce mura era di 16.280 unità assire e 157 torri proteggevano i suoi lati. Sette porte permettevano di entrare nella città da tutte le direzioni (quelle sul lato est erano dedicate a Shamash e Adad, sul lato nord a Bel e Belit, sul lato ovest ad Anu e Ishtar e sul lato sud a Ea e Belit-ilani). Un terrazzo murato conteneva i templi ed il palazzo reale. I templi principali erano dedicati agli dei Nabu, Shamash e Sin, mentre ad Adad, Ningal e Ninurta erano dedicati dei sacrari più piccoli. Fu inoltre costruita una ziqqurat a sette piani.

## Il palazzo reale
Il palazzo del re Sargon II aveva lunghezza e larghezza di 290 metri, comprendeva oltre 200 stanze ordinate intorno a numerose corti interne, ed era cinto da ulteriori mura di mattoni. Al suo interno si accedeva mediante una monumentale porta ai cui stipiti erano scolpiti due giganteschi lamassu, mostri alati in forma di toro con testa umana, cioè androcefali. Il palazzo era suddiviso in tre zone principali: l'area templare, il quartiere amministrativo e di immagazzinamento e l'area palatina. Al suo interno era presenti numerose sculture e rilievi che correvano lungo le pareti.
La corte si trasferì a Dur-Šarrukin nel 706 a.C., anche se la città non era ancora completata. Inaspettatamente Sargon II fu ucciso durante una battaglia nel 705 a.C. Suo figlio e successore Sennacherib abbandonò il progetto del padre, e trasferì la capitale con la sua amministrazione nella città di Ninive. La città non fu mai più completata e venne infine abbandonata un secolo più tardi quando l'impero assiro decadde.

## La scoperta e gli scavi
Il primo scopritore del sito della città fu il console francese di Mosul, Paul Émile Botta nel 1843. Inizialmente Botta identificò Dur-Šarrukin come il sito di Ninive, l'ultima capitale dell'Assiria. Gli scavi furono effettuati dal 1842 al 1844 e dal 1852 al 1855, e i reperti archeologici trovati dal console francese furono trasportati al Louvre di Parigi. Durante gli scavi, oltre a molte opere d'arte, furono ritrovati diversi oggetti di uso comune, utilizzati dagli assiri nella vita quotidiana.
Sfortunatamente, diversi reperti trovati in questo sito andarono irrimediabilmente persi durante il loro trasporto sul Tigri nel 1855, quando l'imbarcazione che li trasportava fu attaccata da alcuni pirati fluviali.
Il sito di Khorsabad fu inoltre scavato dal 1928 al 1935 da archeologi americani dell'Istituto Orientale di Chicago, nonché, a partire dal 1957, dal Ministero iracheno delle antichità.

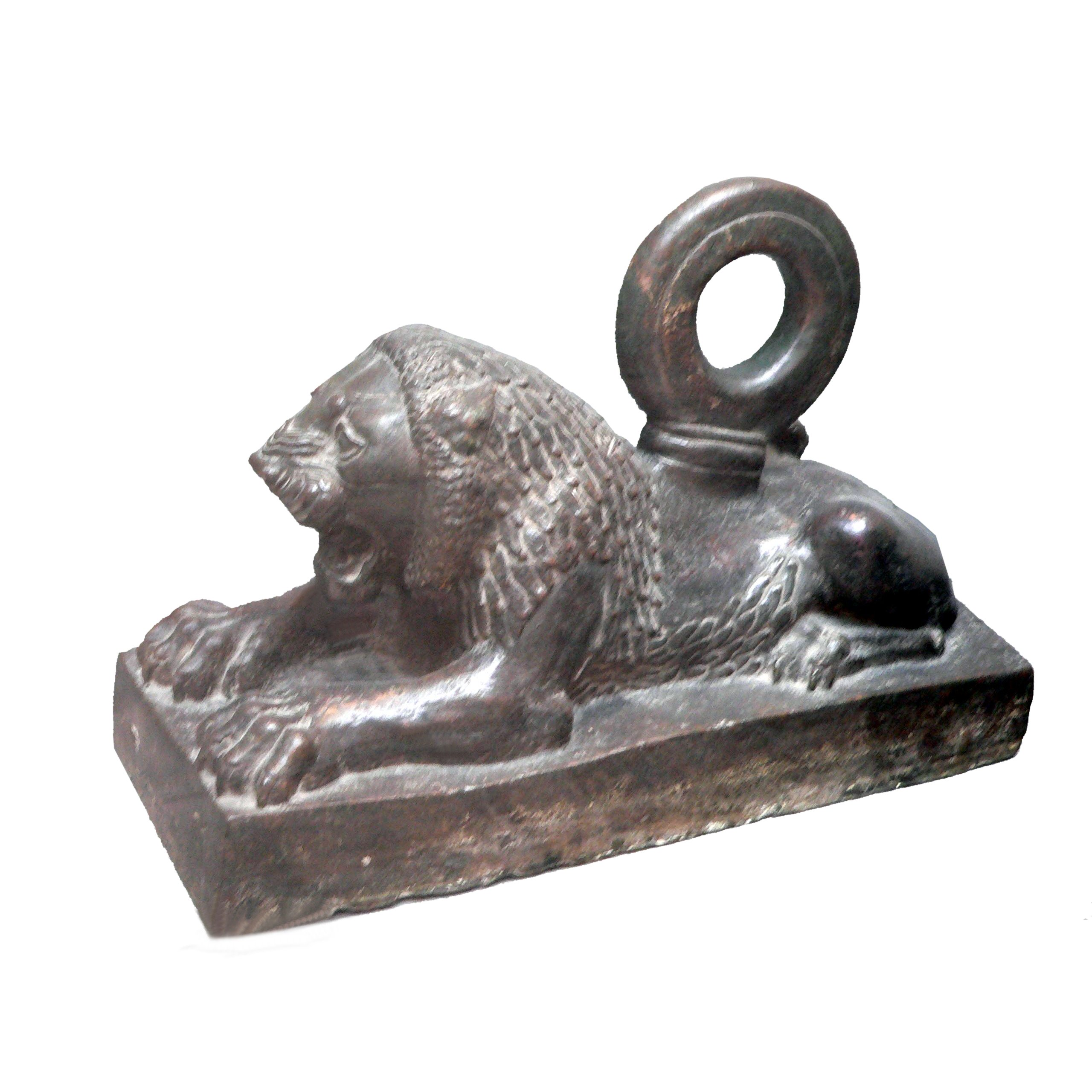
Leone ruggente in bronzo, ritrovato presso una porta della parete L del palazzo di Sargon II, Museo del Louvre.